# 592
Cette page concerne l'année 592  du calendrier julien. Pour l'année 592 av. J.-C., voir 592 av. J.-C.
L'année 592 est une année bissextile qui commence un mardi.

## Événements
- 28 mars : mort du roi de Bourgogne Gontran. Son héritage passe à Childebert II, roi d'Austrasie[1].
- Mars-avril : l'empereur d'Orient Maurice Ier marche contre les Avars vers Anchialos à la tête de son armée (son départ est marqué par une éclipse de soleil, le 19 mars). Il retourne à Constantinople pour recevoir des envoyés des Perses, suivis par des ambassades des Francs et des Avars[2].
- 29 juin[3] : Ariulf, duc de Spolète, paraît sous les murs de Rome alors que les communications sont coupées avec Ravenne[4] et qu'Arigis de Bénévent menace Naples. Devant l’inaction de l’exarque romain, Grégoire le Grand doit traiter avec le roi des Lombards Agilulf (594)[1].
- Automne : le général byzantins Priscus obtient le commandement de l'armée de Thrace[2]. Il dispose pour mener la guerre contre les Slaves et les Avars dans les Balkans des troupes transférées d'Orient après la paix[5].
- 13 novembre[6] : au Japon, l’empereur du Yamato, Sushun, est assassiné sur ordre d’un membre du clan Soga, Soga no Umako[7] (mort en 626), qui place sur le trône Suiko, demi-sœur de l'empereur défunt (592-628)[6]. Création des mots tennô (« l’empereur ») et Nihon (« le Japon »).

- Nouvelle épidémie de peste à Antioche[8].

## Naissances en 592
- Itte Idoberge.

## Décès en 592
- 28 mars : Gontran, roi mérovingien.
- 13 novembre : Sushun, empereur du Japon.